# St Patrick's Church, Soho Square

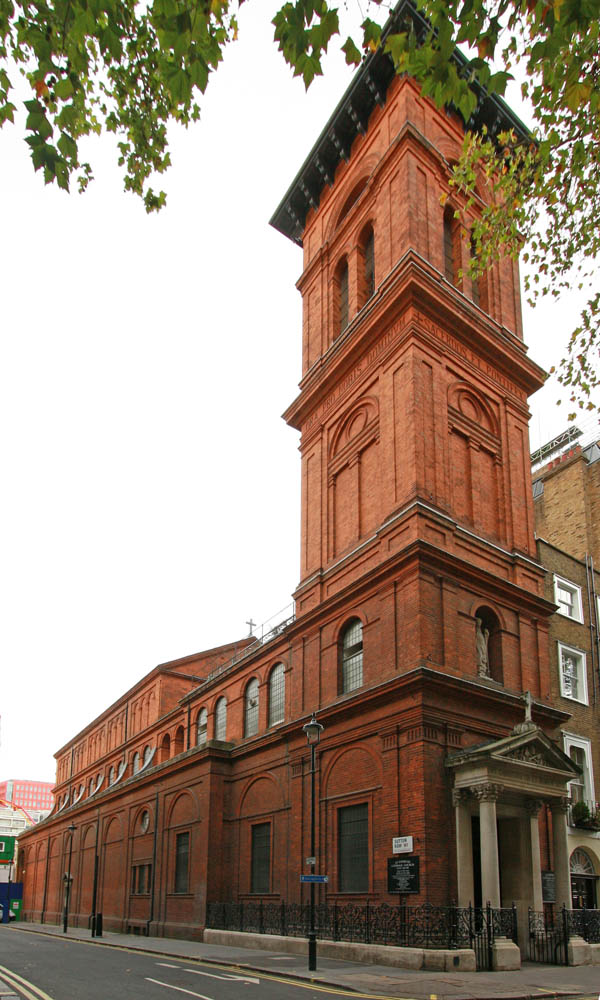
St Patrick's Church.

St Patrick's Church är en kyrkobyggnad vid Soho Square i London. Den uppfördes ursprungligen 1792 efter ritningar av Arthur O'Leary. Den nuvarande kyrkobyggnaden uppfördes mellan 1891 och 1893 av Kelly & Birchall.
Kyrkan är byggd i tegel. Ingångsportalen har kolonner i korintisk ordning. St Patrick's Church är kulturmärkt.

## Mässor
I St Patrick's Church firas daglig mässa samt högmässa på söndagar. Därutöver bedjes rosenkransen och det finns möjlighet till bikt.

## Bilder

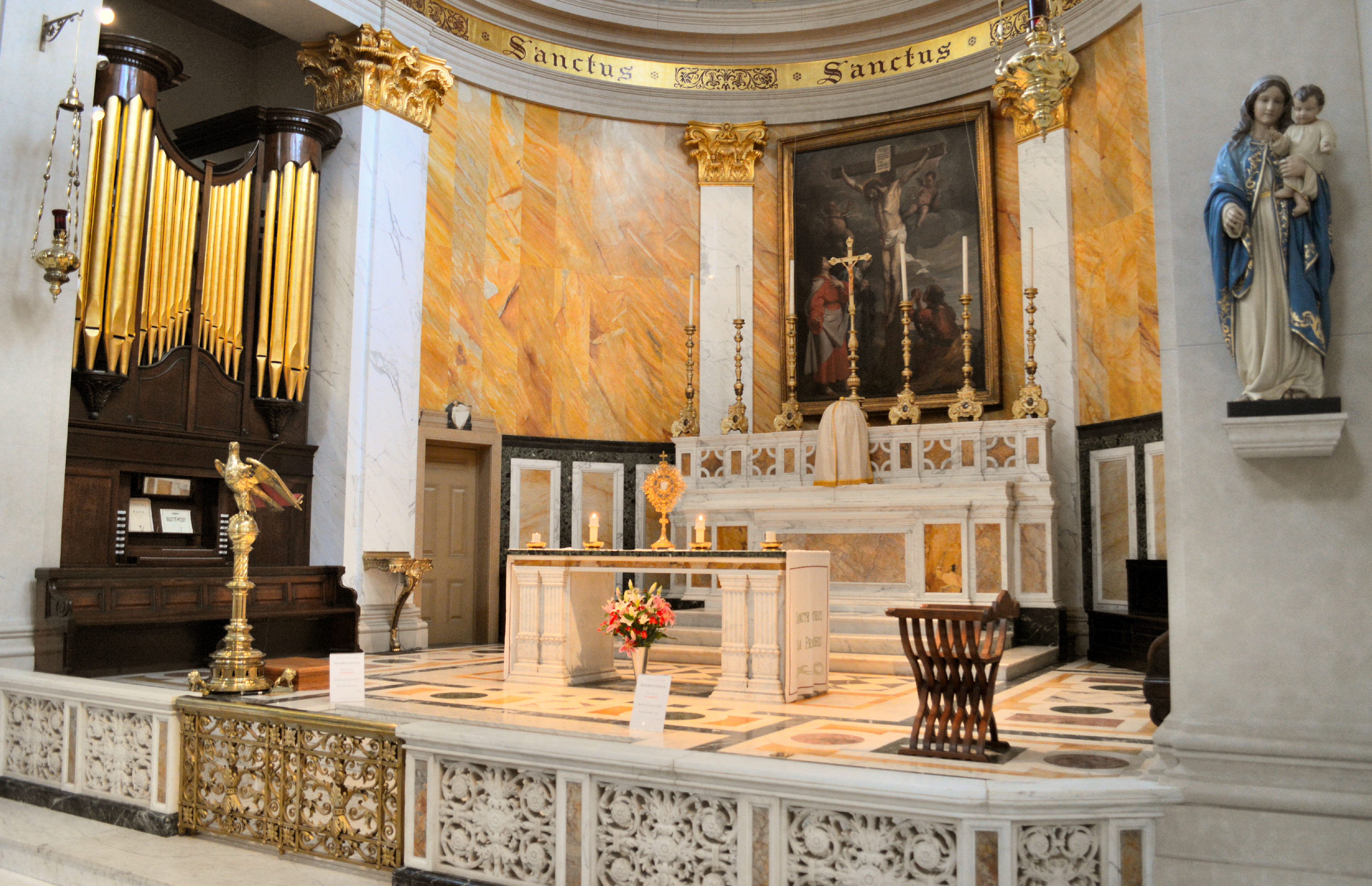
Altaret och orgeln.
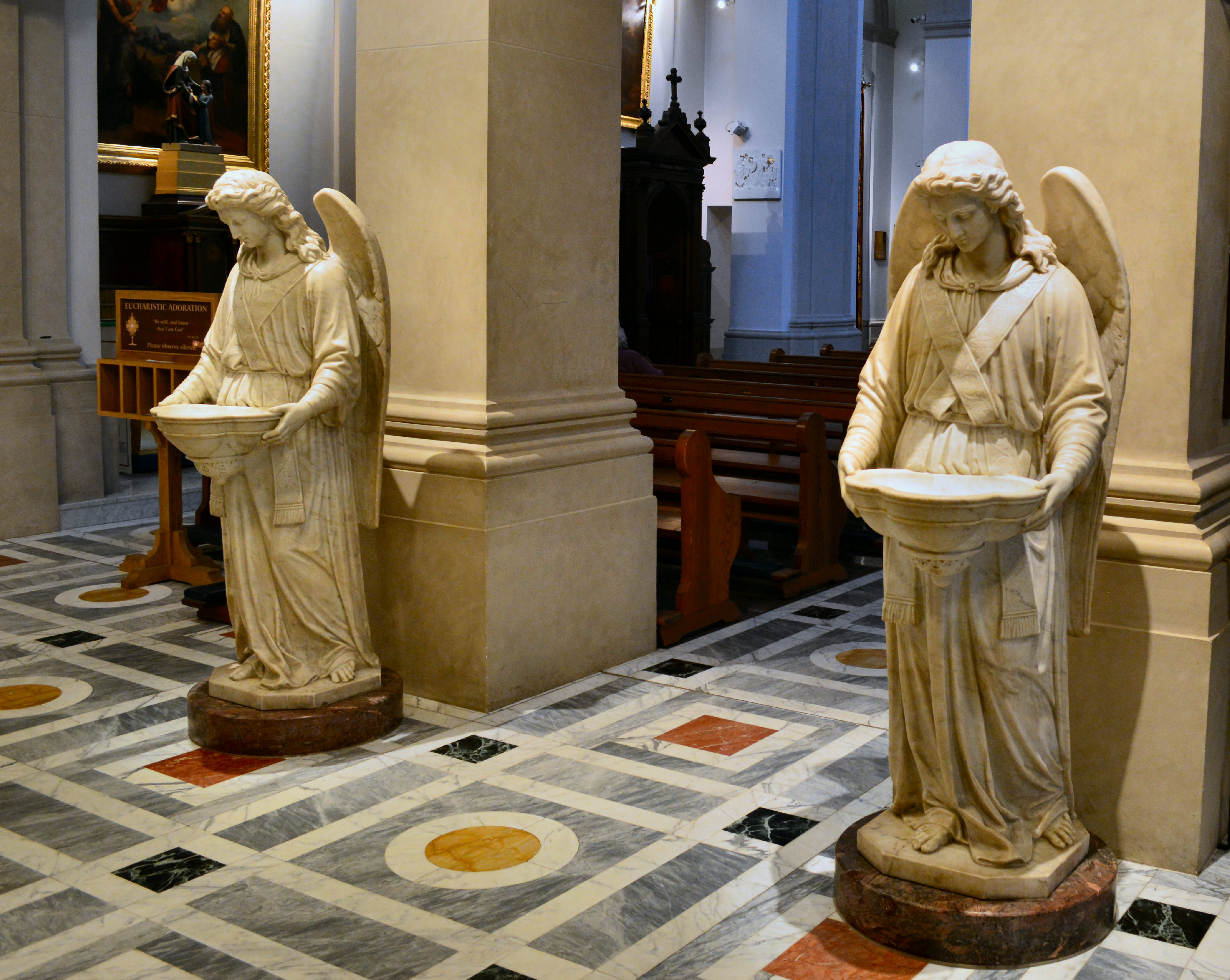
Vigvattenskålar hållna av änglastatyer.